# فیض‌آباد (مازول، شمال)
فیض‌آباد روستایی در دهستان مازول بخش مرکزی شهرستان نیشابور استان خراسان رضوی ایران است.

## جمعیت
بر پایه سرشماری عمومی نفوس و مسکن در سال ۱۳۹۵ این روستا بدون جمعیت بوده‌است.